# Blount Island
Blount Island ist eine Insel mit einer Fläche von 663 Hektar im St. Johns River in Jacksonville, Florida, etwa 7 km oberhalb der Mündung des Flusses in den Atlantischen Ozean. Eine der drei öffentlichen Güterabfertigungsanlagen des Port of Jacksonville befindet sich dort. Außerdem unterhält das United States Marine Corps den Stützpunkt Blount Island Command.
Die Insel gehört zum nördlichen Stadtviertel (Northside neighborhood) von Jacksonville.

## Geschichte
Der St. Johns River mäandriert zwischen Jacksonville und dem Atlantischen Ozean sehr stark. Bis zum Zweiten Weltkrieg stellte dies kein besonderes Problem dar, doch anschließend wurden die Frachtschiffe immer größer. Das United States Army Corps of Engineers begann deswegen mit der Begradigung des Flusses, dem James Point Cut, einem geraden Kanal, der den natürlichen Lauf des Flusses abkürzte und mehrere der schärfsten Kurven egalisierte. Das ausgebaggerte Material wurde auf vier Schwemmlandinseln abgelagert, wodurch Blount Island entstand. Die weiteren Inseln waren Alligator Island (Westen), Le Baron Island (Osten) und Vicks Island (Norden). Die neue Insel wurde der 1963 gegründeten Jacksonville Port Authority (JAXPORT) zu weiteren Entwicklung überschrieben. Der westliche Teil der Insel wurde erschlossen. Ende der 1960er Jahre erhielten die neuen Hafenanlagen im Westen der Insel Gleisanschluss.

## Geographie
Die Insel hat eine Fläche von 6,63 km². Davon entfallen 0,6 km² auf Binnengewässer, ohne den Hafen Back River, der sich über 0,4 km² erstreckt. Die Bevölkerung der Insel betrug 45 zum Stand der Volkszählung 2000.

### Offshore Power Systems
Offshore Power Systems (OPS) war ein 1970 gegründetes Joint Venture zwischen Westinghouse Electric und Schiffsbauer Tenneco. Das gemeinsame Unternehmen plante die Herstellung und die Montage von schwimmenden Atomkraftwerken. Die östliche Hälfte der Insel war unbenutzt und ziemlich sumpfig, bis OPS eine Fläche von 850 Acre (rund 170 Hektar) von JAXPORT erhielt, die Marschlandschaft trockenlegte und das Gelände auffüllte. Einrichtungen, Straßen und andere Infrastrukturbauten wurden errichtet, zum Preis von 15 Millionen US-Dollar wurde der damals größte Kran der Welt mit einer Höhe von 38 Stockwerken und einer Tragkraft von 990 Tonnen aufgebaut. Die gesamten Investitionskosten betrugen 125 Millionen US-Dollar, doch als Folge des Kernanlagenunfalls von Three Mile Island wurden keine Kraftwerke gebaut und das Unternehmen wurde 1984 liquidiert.
Westinghouse verkaufte sein Eigentum auf Blount Island 1985 an Gate Petroleum und erhielt dafür 17 Millionen US-Dollar.

### Gate Petroleum
Ab 1986 verpachtete Gate Petroleum einen Teil des Anwesens auf Blount Island an das United States Marine Corps. 1989 unterzeichnete die U.S. Navy einen Pachtvertrag mit einem Pachtzins von 5 Millionen US-Dollar pro Jahr, um zwei Schiffe an neuen Kaianlagen festmachen zu können, die zu diesem Zweck errichtet wurden. Der Bau erforderte das Ausbaggern des Kanals und rief bei Fischern, Umweltschützern und Anwohnern Widerstand hervor. Gates Projekt war zwar im Einklang mit dem Bebauungsplan der Stadtverwaltung, doch Gate entschied sich aus Imagegründen, das Projekt aufzugeben und bat die Navy, diesen Teil der Abmachung rückgängig zu machen.
Der riesige, zwanzig Jahre alte Kran wurde im November 1990 von Gate für drei Millionen US-Dollar an die China State Shipbuilding Corporation verkauft, deren Arbeiter die Anlage demontierten und nach China verschifften.

### Marinestützpunkt
Blount Island Command unterstehen drei Staffeln Maritime Prepositioning Ships, jede aus mehreren Schiffen bestehend, die strategisch im Mittelmeer, dem Indischen Ozean und im westlichen Pazifischen Ozean verteilt sind. Diese Schiffe haben ausreichend Nahrungsmittel, Ausrüstung, Nachschub und Munition geladen, um eine Marine Air-Ground Task Force einen Monat lang zu versorgen.
Das U.S. Marine Corps gründete 1986 den Biennial Maintenance Command (BMC) auf der Ostseite von Blount Island auf einer Fläche von 262 Acre (rund 1,06 km²), die von Gate Maritime Properties für 11 Millionen US-Dollar jährlich gepachtet wurden. Der Pachtvertrag zwischen Gate und dem Marine Corps war Ende 2004 fällig und bereits im Jahr 2000 stellten die Streitkräfte klar, dass sie die Liegenschaft nach Ende des Pachtvertrages kaufen wolle. Das Marine Corps hatte 115,7 Millionen US-Dollar für den Erwerb eingeplant, doch die Verhandlungen über den Verkauf kamen nicht zu einer Vereinbarung. Gate ging davon aus, dass der Grundstückswert 160–200 Millionen Dollar betrug. Im August 2004 beschlagnahmte das Marine Corps 1100 Acre (rund 4,5 km²) Land auf Blount Island – diese Fläche entsprach dem gesamten Besitz Gates auf Blount Island – und bezahlte 101 Millionen US-Dollar als Kompensation für die Enteignung (die Summe wurde später auf 106 Million US-Dollar erhöht). Wenn in den Vereinigten Staaten privater Grundbesitz aus Allgemeinnutz enteignet wird, ist der Staat verpflichtet, den Eigentümern eine „gerechte Kompensation“ zu bezahlen und so beantragte Gate, dass eine Jury über den Wert des Grundstückes entscheide. Am 14. November 2005 stellte eine Jury fest, dass die Regierung 162 Millionen US-Dollar für das Grundstück zu bezahlen habe.

## Hafeneinrichtungen
Das 150 Hektar große Blount Island Marine Terminal ist die größte Einrichtung für den Umschlag von Containern im Hafen von Jacksonville. Hier werden 80 Prozent aller Containerfrachten JAXPORTs abgewickelt. Außerdem erfolgt der Umschlag von RoRo-Schiffsladungen, Schwerstgütern, Massenstückgütern und flüssigen Gütern. Das Terminal hat eine Tiefwasserkailänge von rund 2000 Metern.
Blount Island ist mit einem 112-Tonnen-Drehkran und seit Herbst 2011 mit insgesamt acht Containerbrücken ausgestattet (fünf davon heben 50 Tonnen, einer 45 Tonnen und zwei 40 Tonnen). Außerdem steht ein 22.300 Quadratmeter großes Zolllager zur Verfügung.
Neben der Funktion als Importhafen bieten mehrere Unternehmen den Versand von Gütern in die Karibik an, darunter Trailer Bridge und Crowley Maritime.

### Verkehrsanbindungen
Mehr als 30 % des Güterumschlages erfolgen unter Inanspruchnahme der durch die CSX Corporation betriebenen Bahnanlagen. JAXPORT selbst besitzt das rund 25 km lange Gleisnetz, das Ende der 1960er Jahre verlegt wurde. Im Herbst 2009 erhielt die Hafenverwaltung einen Zuschuss von fast sechs Millionen US-Dollar, zur Verbesserung des Schienennetzes auf der Insel, das auch durch das U.S. Marine Corps benutzt wird. Das United States Department of Transportation vergab diese Mittel unter der Voraussetzung, dass JAXPORT 1,7 Millionen US-Dollar an eigenen Mitteln beisteuert. Mit dem Geld wurden rund 6 km Gleise und 12.000 schlechte Bahnschwellen ersetzt.
Die Insel verfügt über Anbindung an das US-Autobahnnetz. Die Auffahrt zur Interstate 295 (State Road 9-A) befindet sich weniger als zwei Kilometer entfernt westlich der Insel. Über diese Strecke sind Interstate 95 und Interstate 10 erreichbar, zur Interstate 75 beträgt die Fahrzeit nach Westen rund eine Stunde.

## Belege
1. ↑  "Blount Island Command" (Memento vom 4. Februar 2010 im Internet Archive) Jacksonville Port Authority, Seaports
2. ↑  "Blount Island Command (BICmd)" Global Security, Military
3. 1 2 3   Port gets $6M for Blount railroad system, Jacksonville Business Journal, 6. Oktober 2009. Abgerufen am 19. Juli 2010 (englisch).
4. ↑  U.S. Census Bureau: American FactFinder, Census 2000 (Memento des Originals vom 11. Februar 2020 im Webarchiv archive.today)  Info: Der Archivlink wurde automatisch eingesetzt und noch nicht geprüft. Bitte prüfe Original- und Archivlink gemäß Anleitung und entferne dann diesen Hinweis.: Florida, Duval County, Census Tract 101.3, Block Group 1, Summe der Blocks 1067 bis 1075 (Insel), sowie Block 1993 (Back River)
5. 1 2   Across the State (Memento des Originals vom 18. Juli 2012 im Webarchiv archive.today), Orlando Sentinel, 3. November 1990. Abgerufen am 19. Juli 2010 (englisch).
6. ↑  Nuclear Cutback (Published 1984). In: nytimes.com. 21. Februar 1984, abgerufen am 3. Februar 2024 (englisch).
7. ↑  Newboy: the Autobiography of Herbert Hill Peyton, Seite 158, Herbert Hill Peyton, ISBN 0-9658277-0-4
8. ↑   Jacksonville contract cancelled, Orlando Sentinel, 20. Dezember 1989. Abgerufen am 19. Juli 2010 (englisch).
9. ↑  Schoolcraft, Lisa R.:  Gate Maritime sinks dock plans on Blount Island, Jacksonville Business Journal, 6. Juli 2001. Abgerufen am 19. Juli 2010 (englisch).
10. ↑  Gibbons, Timothy J.: Florida Times-Union: November 16, 2005-Marines to pay $160M for Blount property (Memento vom 12. August 2011 im Internet Archive)
11. ↑  Quesada, Tony: "Jury: Feds must pay $162M for Blount Island property" Jacksonville Business Journal, November 16, 2005
12. ↑  Luxner, Larry: "Crowley, Trailer Bridge hope to dominate containerized cargo trade" (Memento vom 29. Dezember 2010 im Internet Archive) Luxner News, October 2002